# Gewässerreinigungsschiff

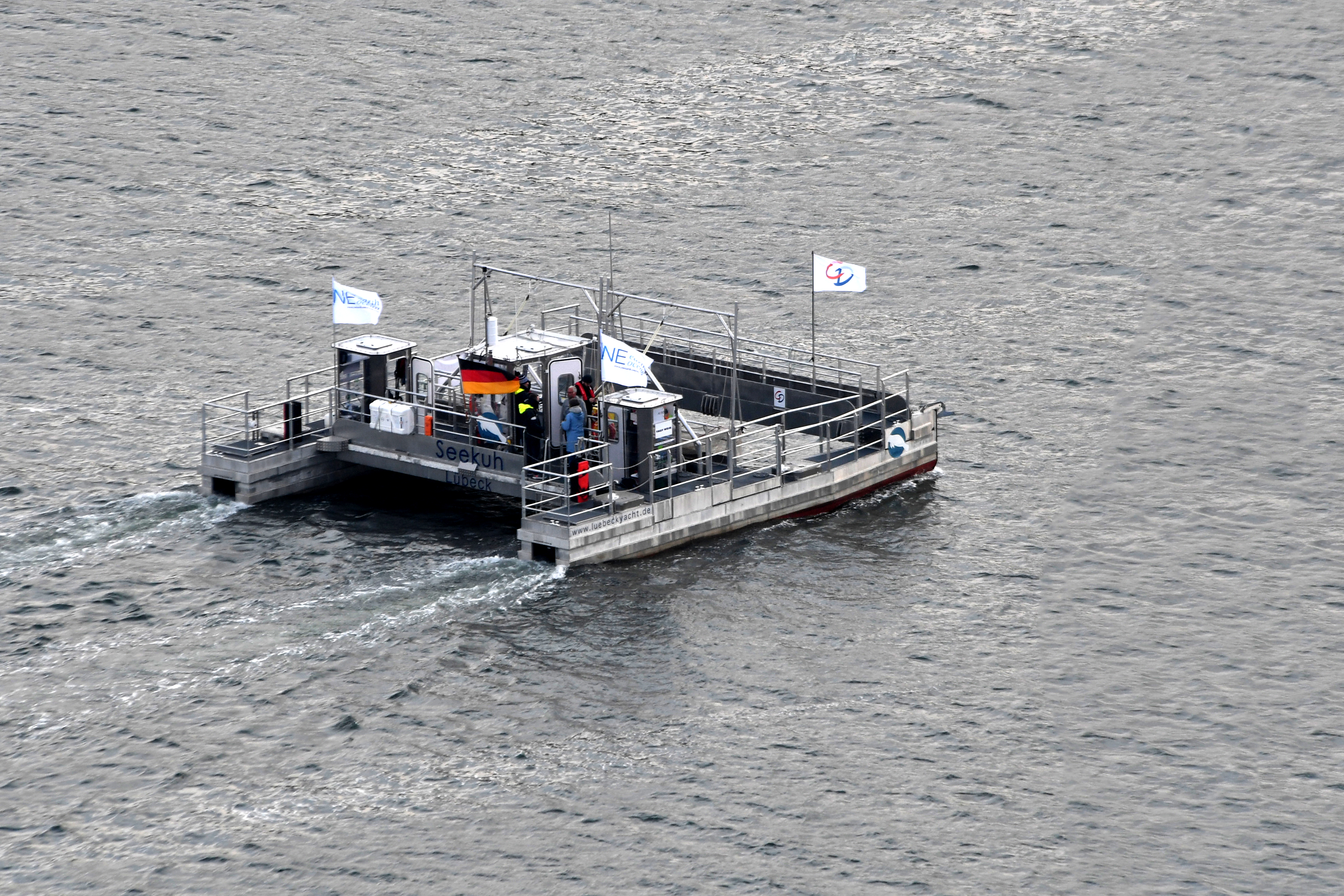
Das Plastik-Müllsammelschiff Seekuh von oben

Ein Gewässerreinigungsschiff bzw. Gewässerreinigungsboot ist ein Arbeitsschiff. Die Aufgabe eines Gewässerreinigungsschiffs bzw. Gewässerreinigungsboots ist die Reinigung des Wassers bzw. des Seegrundes von Verschmutzungen oder Ablagerungen bzw. Bewuchs.
Gewässerreinigungsschiffe bzw. Gewässerreinigungsboote wurden z. B. gebaut als:
- Öl- und Schadstoffbekämpfungsschiffe (siehe z. B.: Knechtsand),
- Mehrzweckschiffe (siehe z. B.: Arkona oder  Strelasund),
- Gewässerreinigungsboot MPOSS[3]
- Müllsammelschiff (z. B.: Seekuh, ein deutsches Müllsammelschiff, das als Prototyp einer Müllsammelflotte zur Reinigung küstennaher Bereiche und Flussmündungen von Plastikmüll eingesetzt werden soll, oder die Müllsammelschiffe „Kathi“ und „Barbara“ in Berlin[4]),
- Gewässerpflegeschiff MÜRO (auch Seekuh genannt), zum Schnitt von Wassergras (z. B. am Bodensee, Hersteller ist die Fa. Müller in Roggwil, Schweiz.[5]).